# Karen Margrethe Harup
Karen Margrethe Harup Petersen født Harup, kendt som Lasse (født 20. november 1924 i Skovshoved, død 19. juli 2009 i København) var en dansk svømmer, som vandt tre medaljer ved sommer-OL 1948 i London og er dermed sammen med skytten Anders Peter Nielsen den mest vindende dansker ved et enkelt OL, hvilket også er flere medaljer totalt end nogen anden danske kvinde har vundet ved OL. 
Harup startede med svømning 1936 hvor hun deltog i De Unges Svømning, arrangeret af Politiken. Hendes far havde lovet hende, at hun måtte blive medlem af en svømmeklub, hvis hun fik en fin placering. Hun blev nummer syv og fik en sølvnål og blev herefter meldt ind i Dansk Kvinde-Gymnastikforening, hvor først Karen Larsen, Ellen Larsen og senere Ingeborg Paul-Petersen blev hendes træner. I 1939 fik hun sit gennembrud ved et internationalt stævne i Helsingør, hvor hun overraskende fik en 3. plads i 400 crawl, kun slået af den hollandske stjerne, van Veen og Ragnhild Hveger. Hun kom med i den den trup, som Danmarks Olympiske Komité mente kunne komme i betragtning til OL i Helsingfors 1940, som blev aflyst på grund af Anden Verdenskrig. Hun modtog efter udtagelsen til OL-truppen et gratis månedskort til Østerbro Svømmehal for at hun skulle kunne intensivere sin svømmetræning, men i begyndelsen af 1940 blev svømmehallen lukket på grund af mangel på brændsel til opvarmning, og Harup fik lov til at træne i det 14 grader kolde uopvarmede bassin. Harup var med på det danske hold, som i 1943 satte verdensrekord på 4 x 100 yards med tiden 4:05,7.
Harup gennemførte en uddannelse som svømme- og gymnastiklærer på Paul Petersens Institut 1944-1946, men da hun var færdig sin uddannelse, var hun tvunget til at vende tilbage til sit gamle fag som buntmagersyerske, idet amatørreglerne gjorde det umuligt for hende at arbejde som svømmelærer, hvis hun fortsat ville deltage i konkurrencesvømning. Hun vandt fire sejre ved Grand Prix svømmestævnet i Paris i 1946 og blev for det tildelt Idrætsbladets pris som årets danske topscorer. Hun satte i 1947 sammen med Grete Sønnesen og Fritze Nathansen verdensrekord i 3 x 100 meter holdmedley med tiden 3,26,6 min. Senere på året vandt hun guld i 100 meter rygcrawl og 400 meter crawl, hun var desuden med på det vindende hold i 4 x 100 meter crawl ved Europamesterskabet i Monaco. Danmark kunne rejse hjem med Bredius-pokalen som Europas bedste svømmenation. Efterfølgende modtog hun B.T.s guldmedalje for årets bedste danske sportspræstation i 1947. 
Året efter deltog hun i OL i London, hvor hun stillede op i fire discipliner. I 100 m fri blev hun nummer to i indledende heat, mens hun med ottendebedste tid i semifinalen akkurat kvalificerede sig til finalen, hvor blev nummer fire (mens Greta Andersen vandt guld). I 400 m fri vandt hun både sit indledende heat og sin semifinale (sidstnævnte i ny olympisk rekord), mens hun i finalen måtte se amerikaneren Ann Curtis sikre sig guldet og den olympiske rekord, mens Harup vandt sølv foran briten Cathie Gibson. Hun var også med i finalen i 4 x 100 m fri (hun blev sparet i indledende heat) og var her med til at vinde endnu en sølvmedalje sammen med Eva Arndt-Riise, Greta Andersen og Fritze Nathansen; de fire danskere måtte se guldet gå til USA, mens Nederland fik bronze. I 100 m rygcrawl var Harup som regerende europamester favorit, og hun vandt da også både sit indledende heat og sin semifinale sikkert, inden hun lige så sikkert vandt finalen foran amerikaneren Suzanne Zimmermann og australieren Judy-Joy Davies; i alle sine tre starter forbedrede hun den olympiske rekord. Med disse tre medaljer er hun – sammen med skytten Anders Peter Nielsen fra OL 1908 – den mest vindende dansker ved et enkelt OL. Hun satte samtidig fire olympiske rekorder, hvilket ingen anden dansker nogensinde har gjort. Hun vandt derudover 30 danske mesterskaber, hvoraf 15 individuelle; et i 200 meter crawl, fem i 400 meter crawl, seks i rygcrawl og tre i medley. Hendes præstationer har bragt hende, som én af fire danskere, i svømningens Hall of Fame i Fort Lauderdale i USA.
Efter afslutningen på sin aktive karriere i 1949 var virkede Harup de følgende 20 år som svømmelærer i Østerbro Svømmehal. Derefter flyttede hun trænergerningen til Hvidovre, hvor hun først i 2002 stoppede med at instruere pensionisthold. 
Harup skrev sin selvbiografi Lasse fortæller i 1950.